# Bildtafel der Verkehrszeichen in Island
Die Bildtafel der Verkehrszeichen in Island zeigt die amtlich eingeführten und aktuell gültigen Verkehrszeichen in Island. In Form und Gestaltung orientiert sich ein Großteil der Verkehrszeichen an den Richtlinien und Vorlagen des Wiener Übereinkommens über Straßenverkehrszeichen, allerdings wurde das Abkommen von Island bisher nicht unterzeichnet. Aus Gründen der Verständlichkeit bestehen die Verkehrszeichen überwiegend aus allgemein bekannten Piktogrammen. Einige Zeichen tragen auch Begriffe in isländischer Sprache.
Die Auflistung orientiert sich an der Verordnung Nr. 289/1995, namentlich Reglugerð um umferðarmerki og notkun þeirra. Sie wurde ergänzt durch weitere Verordnungen aus den Jahren 1998 bis 2009. Der Verkehrszeichenkatalog gliedert sich in die nachfolgend aufgeführten Kategorien.

## Gefahrzeichen (Kategorie A)

A01.11 Kurve (rechts)
A01.12 Kurve (links)
A01.21 Doppelkurve (zunächst rechts)
A01.22 Doppelkurve (zunächst links)
A05.11 Kreuzung oder Einmündung mit Vorfahrt von rechts
A06.11 Vorfahrt gewähren
A07.11 Kreuzung mit Straße ohne Vorrang
A07.21 Einmündung einer Straße ohne Vorrang (schräg rechts)
A07.22 Einmündung einer Straße ohne Vorrang (schräg links)
A07.31 Einmündung einer Straße ohne Vorrang (rechts)
A07.32 Einmündung einer Straße ohne Vorrang (links)
A10.11 Kreisverkehr
A11.11 Kinder
A11.21 Fußgänger
A11.22 Fußgängerüberweg
A11.31 Reiter
A11.36 Rinder
A11.37 Schafe
A11.38 Rentiere
A14.11 Verengte Fahrbahn
A14.21 Einseitig (rechts) verengte Fahrbahn
A14.22 Einseitig (links) verengte Fahrbahn
A17.11 Baustelle
A17.21 Grader
A11.41 Radfahrer
A18.xx Gefälle 10 %
A19.xx Steigung 10 %
A20.11 Unebene Fahrbahn
A20.21 Bremsschwelle
A21.11 Steinschlag oder Lawine (rechts)
A21.12 Steinschlag oder Lawine (links)
A22.11 Rollsplitt
A23.11 Ampel
A24.11 Flugbetrieb
A25.11 Gegenverkehr
A26.11 Tunnel
A27.11 Schleudergefahr
A27.21 Schnee- oder Eisglätte
A28.11 Bordstein
A29.11 Schlechter Fahrbahnrand
A32.11 Seitenwind
A33.11 Ufer
A99.11 Gefahrenstelle

## Verbotszeichen (Kategorie B)

B01.11 Verbot für Fahrzeuge aller Art
B01.21 Verbot der Einfahrt
B03.11 Verbot für Kraftfahrzeuge
B03.21 Verbot für Kraftwagen
B03.31 Verbot für Kraftfahrzeuge über 3,5 Tonnen
B03.32 Verbot für Busse
B03.35 Verbot für Fahrzeuge mit wassergefährdender Ladung
B03.36 Verbot für Kraftfahrzeuge mit gefährlichen Gütern
B03.41 Verbot für Landmaschinen und Geländefahrzeuge
B03.51 Verbot für Krafträder
B03.61 Verbot für Schneemobile
B03.71 Verbot für Mofas
B05.11 Verbot für Fahrräder
B05.21 Verbot für Reiter
B05.31 Verbot für Fußgänger
B12.xx Verbot des Unterschreitens des angegebenen Mindestabstands
B13.xx Verbot für Fahrzeuge über der angegebenen tatsächlichen Breite
B14.xx Verbot für Fahrzeuge über der angegebenen tatsächlichen Länge
B15.xx Verbot für Fahrzeuge über der angegebenen tatsächlichen Höhe
B16.xx Verbot für Fahrzeuge über der angegebenen tatsächlichen Masse
B17.xx Verbot für Lastzüge über 20 Tonnen
B18.xx Verbot für Fahrzeuge über der angegebenen tatsächlichen Achslast
B19.11 Halt
B19.21 Zollstelle
B21.11 Eingeschränktes Haltverbot
B22.11 Eingeschränktes Haltverbot mit zeitlicher Beschränkung
B22.21 Ende eines eingeschränkten Halteverbotes für eine Zone
B24.11 Absolutes Haltverbot
B25.11 Vorrang des Gegenverkehrs
B26.60 Zulässige Höchstgeschwindigkeit
B27.60 Ende der zulässigen Höchstgeschwindigkeit
B28.30 Beginn einer Tempo-30-Zone
B29.30 Ende einer Tempo-30-Zone
B30.11 Verbot des Rechtsabbiegen
B30.12 Verbot des Linksabbiegen
B30.21 Verbot des Wendens
B33.11 Überholverbot für Kraftfahrzeuge aller Art
B33.21 Überholverbot für Kraftfahrzeuge über 3,5 Tonnen
B33.31 Ende des Überholverbots für Kraftfahrzeuge aller Art
B33.41 Ende des Überholverbots für Kraftfahrzeuge über 3,5 Tonnen
B34.11 Ende sämtlicher streckenbezogener Geschwindigkeits- beschränkungen und Überholverbote

## Gebotszeichen (Kategorie C)

C01.11 Vorgeschriebene Fahrtrichtung – hier rechts
C01.12 Vorgeschriebene Fahrtrichtung – hier links
C01.13 Vorgeschriebene Fahrtrichtung – geradeaus
C01.21 Vorgeschriebene Fahrtrichtung – rechts
C01.22 Vorgeschriebene Fahrtrichtung – links
C01.31 Vorgeschriebene Fahrtrichtung – geradeaus und rechts
C01.32 Vorgeschriebene Fahrtrichtung – geradeaus und rechts
C01.41 Vorgeschriebene Fahrtrichtung – links und rechts
C09.11 Vorgeschriebene Fahrtrichtung – rechts vorbei
C09.12 Vorgeschriebene Fahrtrichtung – rechts vorbei
C09.21 Vorgeschriebene Fahrtrichtung – links und rechts vorbei
C12.11 Kreisverkehr
C13.11 Radweg
C14.11 Gehweg
C15.11 Gemeinsamer Geh- und Radweg
C15.21 Getrennter Geh- und Radweg (Fußgänger links)
C15.22 Getrennter Geh- und Radweg (Fußgänger rechts)
C16.11 Reitweg

## Informationszeichen (Kategorie D)

D01.11 Parken
D01.12 Parkhaus
D01.21 Parkplatz für Behinderte
D01.22 Parkplatz für Behinderte (mit Registrierung)
D01.31 Parkplatz für Busse
D01.32 Parkplatz für Kraftfahrzeuge über 3,5 Tonnen
D01.33 Parkplatz für Kraftfahrzeuge unter 3,5 Tonnen
D01.34 Parkplatz für Elektrofahrzeuge während des Ladevorgangs
D01.37 Parkplatz für Rettungsfahrzeuge
D01.41 Parkplatz für Fahrräder
D01.42 Parkplatz für Krafträder
D01.61 Schneeketten vorgeschrieben
D02.11 Fußgängerüberweg
D03.11 Vorfahrtstraße
D03.21 Ende der Vorfahrtstraße
D05.11 Vorrang vor dem Gegenverkehr
D06.11 Ausweichstelle (bei schmalen Straßen)
D06.52 Wendemöglichkeit für Lastzüge (links)
D06.51 Wendemöglichkeit für Lastzüge (rechts)
D07.13 Einbahnstraße
D07.11 Einbahnstraße
D08.11 Sackgasse
D09.11 Taxenstand
D09.21 Bushaltestelle
D09.22 Busbahnhof
D11.11 Zugang für Behinderte
D12.11 Beginn einer geschlossenen Ortschaft
D12.21 Ende einer geschlossenen Ortschaft
D14.11 Beginn eines verkehrsberuhigten Bereichs
D14.21 Ende eines verkehrsberuhigten Bereichs
D16.11 Fußgängerunterführung (rechts)
D16.12 Fußgängerunterführung (links)
D16.21 Fußgängerüberführung (rechts)
D16.22 Fußgängerüberführung (links)
D18.11 Eingang
D18.22 Ausgang
D20.11 Zulässige Höchstgeschwindigkeiten
D24.11 Maut
D28.11 Geschwindigkeitskontrolle

## Hinweiszeichen (Kategorie E)

Erste Hilfe
Krankenhaus
Polizeistation
Apotheke
Notfallzufluchtsstelle
Notfalltelefon
Feuerlöscher
Touristeninformation (Informationsschilder)
Touristeninformation (Auskunftsbüro)
Öffentliches Telefon
Toilette
Dixitoilette
Abwasserstelle für Campingwägen
Stadtzentrum
Industriegebiet
Überdachte Sehenswürdigkeit
Sehenswürdigkeit
Beginn Wanderweg
Rastplatz
Aussichtspunkt
Aussichtspunkt mit Informationsschilder
Mülleimer
Abfallcontainer
Empfohlene Radiosender
Tankstelle
Werkstätte
Reifenreparaturstelle
Mietwagenstelle
Cafeteria
Restaurant
Imbiss durch Privatpersonen
Hotel
Schlafsackunterkunft
Jugendherberge
Ferienhausvermietung
Hütte für Unterstand
Campingplatz / Zeltplatz
Campingplatz für Wohnwagen
Kocheinrichtung
Dusche
Hot-Pot; beheiztes Außenbad; Thermalquelle
Waschmaschine
Konferenz-/ Tagungseinrichtungen
Internet
Schwimmbad
Fitnesscenter; Sportanlage
Freiliegende Sportanlage
Pferdeverleih
Pferdeanhängerverleih
Angellizenzstelle
Hochseeangeln
Walbeobachtungstouren
Skilift
Sesselskilift
Lanlaufskigebiet
Pistenfahrzeugtouren
Golfkurs
Jagd
Schneemobilverleih
Wassermobilverleih
Fahrradverleih
Bootsverleih
Wasserski
Wildwasserfahrten; River Rafting
Kirche
Friedhof
Bankautomat
Bank
Poststelle
Supermarkt
Bäckerei
Kiosk
Handwerkskunst
Gewächshaus
Waage
Kunstgalerie
Bibliothek
Aquarium
Haustierpark
Hundehotel
Tierarzt
Autofähre
Bootstouren
Bootsverladestelle
Flughafen
Behelfslandeplatz

## Wegweiser (Kategorie F)

Fahrtrichtung mit Straßennummerangabe
Winterstraße
Abzweigung (innerhalb der Hauptstadt)
Abzweigung (außerhalb der Hauptstadt)
Abzweigung zu Sehenswürdigkeit, Flughafen, Hafen, Öffentliches Gebäude oder andere Servicestellen
Ankündigung vorausliegender Zielort
Ausfahrtsmarkierung (innerhalb der Hauptstadt)
Ausfahrtsmarkierung (außerhalb der Hauptstadt)
Vorausliegende Zielorte mit Entfernungen in Kilometer und Straßennummern (innerhalb der Hauptstadt)
Vorausliegende Zielorte mit Entfernungen in Kilometer und Straßennummern (außerhalb der Hauptstadt)
Hauptverkehrsverbindungen
Vorausliegende Zielorte als Straßenkarte (innerhalb der Hauptstadt)
Vorausliegende Zielorte als Straßenkarte (außerhalb der Hauptstadt)
Vorausliegende Zielorte mit Spurangabe und Straßennummern (innerhalb der Hauptstadt)
Vorausliegende Zielorte mit Straßennummern (außerhalb der Hauptstadt)
Richtungsweiser für angegebenen Ort / Platz
Ortsname / Name des Platzes
Straßenname
Hausnummern
Straßennummer
Straßennummer der herannähernder Straße
Straße ohne Straßennummer
Freistehender Bauernhof
Landkreis / Kommunen Grenzzeichen (großes Schild)
Landkreis / Kommunen Grenzzeichen (kleines Schild)
Vorausliegende Zielorte mit Entfernungen in Kilometer und Straßennummern (innerhalb der Hauptstadt)
Vorausliegende Zielorte mit Entfernungen in Kilometer und Straßennummern (außerhalb der Hauptstadt)
Informationsschild zur Orientierung
Informationen zu verschiedenen Radtouren
Informationen zu einer bestimmten Radtour

## Verkehrslenkungstafel (Kategorie G)

Linke Spur endet, bitte einordnen lassen
Rechte Spur endet, bitte einordnen lassen
Ineinanderführen Zufahrtsstraße mit der rechten Spur
Linksabbieger links einordnen
Rechte Spur zweigt ab
Rechte Spur nur für Taxis
Kraftfahrzeuge über 3,5 Tonnen müssen die rechte Spur nutzen
Ineinanderführen Zufahrtsstraße mit der rechten Spur
Geradeaus
Rechtsabbiegende Spur
Möglichkeit, links abzubiegen oder gerade aus weiterzufahren
Links oder Rechts abbiegen
Möglichkeit, links oder rechts abzubiegen oder gerade aus weiterzufahren

## Befristete Zeichen (Kategorie H)

H01.11 Umleitungsskizze

## Zusatzzeichen (Kategorie J)

Entfernung zu Gefahrenstelle oder Verhinderung
Gefahrenstelle oder Verhinderung auf linker Seite
Gefahrenstelle oder Verhinderung auf rechter Seite
Gefahrenstelle oder Verhinderung beidseitig
Entfernung und Länge der Gefahrenstelle / Verhinderung
Umfang der Gefahrenstelle zur linken Seite
Umfang der Gefahrenstelle zur rechten Seite
Umfang der Gefahrenstelle zur linken und rechten Seite
Zeitraum der Gefahrenstelle
Parkdauer max. 30 Minuten
Parkplätze parallel zur Straße
Parkplätze im rechten Winkel zur Straße
Parkplätze im Winkel zur Straße
Entfernung zur Gefahrenstelle / Verhinderung
Behindertenparkplätze
Hier rechts abbiegen
In Kürze rechts abbiegen
In Kürze links abbiegen
Geradeaus
Hier links abbiegen
Rechtsabbiegende Vorfahrtstraße; Zufahrtsstraßen müssen Vorfahrt gewähren
Linksabbiegende Vorfahrtstraße; Zufahrtsstraße muss Vorfahrt gewähren
Halb rechts abbiegende Vorfahrtstraße; Zufahrtsstraße muss Vorfahrt gewähren
Achtung, blinde Personen
Achtung, gehörlose Personen
Höchstzugelassenens Gewicht
Zu unrecht abgestellte Fahrzeuge werden abgeschleppt
Neuer Straßenbelag; Rollsplit
Flussdurchquerung (keine Brücke); nur mit Allradantrieb zu durchqueren
Langsam fahren! Signalisiert den Beginn einer Straße, die mit gutem Auto befahrbar ist, jedoch langsames Fahren erfordert.
Schwierige Straße! Nur Fahrzeuge mit viel Achsspielraum (z. B. Jeeps), die höher gelegen sind als normale Fahrzeuge und Allradantrieb haben!
Äußerst schwierig befahrbare Straße! Nur mit speziellen Off-Road-Fahrzeugen befahrbar.
Unübersichtliche Bergkuppe (entgegenkommender Verkehr nicht sichtbar)
Unübersichtliche Bergkuppe (entgegenkommender Verkehr nicht sichtbar)
Unfallstraße
Enge Straße, auf Gegenverkehr achten
Beginn einer Schotterstraße, evtl. scharfe Straßenkante am Übergang!
Einspurige Brücke, auf Gegenverkehr achten
Einspuriger Tunnel, auf Gegenverkehr achten
Stoppschild in 200 Metern
Einspurige Brücke, maximale Fahrzeugbreite 2,2 Meter
Achtung, organisierter Straßenlauf